# Адамец, Леопольд
Леопольд Адамец (нем. Leopold Adametz; 11 ноября 1861, Вальтице, Моравия, Австрийская империя —27 января 1941, Вена, Австрия) — австрийский учёный-биолог, зоотехник, селекционер пород животных, антрополог, профессор Венской высшей сельскохозяйственной школы. Член Австрийской академии наук (с 1895). Один из лучших знатоков животноводства Средней Европы. Один из основателей современной зоотехники.

## Биография
Обучался в Венском университете природных ресурсов и прикладных естественных наук, Лейпцигском университете и Парижском Институте Пастера, в 1886 году получил докторскую степень.
Работал помощником Мартина Вилкенса в Венском университете природных ресурсов. В 1888 году — приват-доцент.
С 1890—1928 годах — профессор животноводства сельскохозяйственного факультета Ягеллонского университета в Кракове, с 1898 по 1932 год — профессор теории животных и морфологии домашних животных Венской высшей сельскохозяйственной школы, где был ректором в 1901/1902 годах. Основатель Венской зоотехнической школы.
В 1906 году Л. Адамец был избран членом Леопольдины. Состоял членом многих научных обществ в Германии и за рубежом.
Доктор honoris causa в области сельского хозяйства Ягеллонского университета.

## Научная деятельность
Профессор Л. Адамец заложил основы науки о породе животных на основе генетики и современных биологических теорий.
Работал в области микробиологии и молочного животноводства, а также изучал примитивные породы домашних животных.
Особенное значение имеют его работы по происхождению пород крупного рогатого скота и метисации мериносовых овец с каракульскими. (Die Abstammung unseres Hausrindes, 1899; Studien über Karakulschafe, 1911). Кроме этих работ, выпустил (одновременно на 4 языках) Lehrbuch d. allgemeinen Tierzuchtlehre, 1924.

## Избранные труды
- Untersuchungen über Capra prisca, einer ausgestorbenen Stammform unserer Hausziegen. Mitt. d. landwirtsch. Lehrkanzel d. k. k. Hochschule f. Bodenkultur, Wien, 3, S. 1—21, Wien 1914
- Über neolithische Ziegen des östlichen Mitteleuropas. Z. f. Tierzüchtung u. Züchtungsbiologie usw., 12, S. 65—83, Berlin 1928
- Allgemeine Tierzucht, 1926

## Награды
- Командорский Крест Ордена Возрождения Польши (1923)